# Arthur Barnard
Arthur Barnard (Seattle, Washington, 1929. március 10. – 2018. május 1.) olimpiai bronzérmes amerikai gátfutó.

## Pályafutása
A Dél-kaliforniai Egyetem hallgatója volt. Az 1952-es helsinki olimpián 110 méteres gátfutásban bronzérmet szerzett.

## Sikerei, díjai
- Olimpiai játékok
  - bronzérmes: 1952, Helsinki (110 m gát)